# Felt Mountain
Albums de Goldfrapp
Black Cherry
(2003)
Felt Mountain est le premier album du duo anglais Goldfrapp. Il a été édité par Mute Records le 11 septembre 2000 au Royaume-Uni.
L'album tire ses influences dans la musique de film, pop et le trip hop, notamment Ennio Morricone, François de Roubaix et le groupe Portishead.
Il fait partie des 1001 albums qu'il faut avoir écoutés dans sa vie. 

## Liste des titres
Tous les titres sont écrits et composés par Alison Goldfrapp et Will Gregory, sauf mention contraire.
| 1.    | Lovely Head                                        | 3:49 |
| 2.    | Paper Bag                                          | 4:05 |
| 3.    | Human (Tim Norfolk, Bob Locke, Goldfrapp, Gregory) | 4:36 |
| 4.    | Pilots                                             | 4:29 |
| 5.    | Deer Stop                                          | 4:06 |
| 6.    | Felt Mountain                                      | 4:17 |
| 7.    | Oompa Radar                                        | 4:42 |
| 8.    | Utopia                                             | 4:18 |
| 9.    | Horse Tears                                        | 5:10 |
| 38:32 |                                                    |      |

## Singles
2000 : Lovely Head, Utopia ; 

2001 : Human, Pilots.